# 彭大翼
彭大翼（1552年—1643年），字云举，又字一鹤，吕四（现江苏省启东市吕四港镇）人。
自幼即好讀書，不到20岁便成為秀才。后屡试不中，时人称其“冠军诸生二十有余年，竟不得一登贤书。”。嘉靖年间任广西梧州通判，歷任云南沾益州知州。晚年辞歸，閉門著述。焦竑称其“一鹤彭先生，琅琊之魁，垒标淮海之箐英。学富青箱，名高珠斗。”凌儒称“海门彭公，幼负颖质，博览自喜，上窥结绳，下穷掌故”。著有《山堂肆考》228卷、《一鹤斋稿》、《明时席珍》等。乾隆時，《山堂肆考》收入《钦定四库全书》。